# Коваленко Леонід Миколайович
Леоні́д Микола́йович Ковале́нко (* 28 лютого 1922, село Германівка, нині Обухівського району Київської області — † 10 липня 1983, Київ) — український літературознавець, літературний критик. Кандидат філологічних наук (1954). Чоловік відомої української літературознавиці, доктора філологічних наук, співробітниці Інституту літератури імені Т. Г. Шевченка Академії наук УРСР Ніни Луківни Калениченко.

## Біографічні відомості
1948 року закінчив Київський університет.
Від 1948 року працював в Інституті літератури імені Тараса Шевченка АН УРСР. У 1957—1959 роках був заступником головного редактора журналу «Радянське літературознавство» (нині «Слово і час»).

Меморіальна дошка Л. Коваленку на будинку письменників Роліт

Досліджував українську літературу ХХ ст., зокрема творчість А. Малишка, О. Копиленка, А. Головка, О. Гончара, П. Тичини, І. Драча та ін. Вивчав міжслов'янські літературні зв'язки, розвиток української літератури в контексті світової культури. Автор Книжок «Володимир Попов» (1951), «Поет Андрій Малишко» (1957), «Андрій Головко» (1958). Один з авторів «Історії української літератури» у 2-х т. (т. 2, 1957), «Історії української літератури» у 8-ми т. (т. 8, 1971). За книги «Мовами світу» (1984), «Статті та нариси» (1987) удостоєний премії ім. О. І. Білецького (1988, посмертно). Опубліковано «Фронтовий щоденник» Л. Коваленка (1986).
2008 року вийшла книга Л. Коваленка «Ми — люди майбутнього, ми — не минулі: Статті, щоденники, спогади, листи».
Мешкав у будинку письменників Роліт, де йому встановлено пам'ятну дошку.